# Mourad Meghni
Mourad Meghni - em árabe: مراد مغني (Paris, 16 de abril de 1984) - é um futebolista franco-argelino. Atualmente joga pelo Umm Salal, do Qatar.

## Carreira
Meghni representou o elenco da Seleção Argelina de Futebol no Campeonato Africano das Nações de 2010.

## Títulos
Lazio
- Coppa Italia: 2008-09
- Supercoppa Italiana: 2008-09

França
- Mundial Sub-17: 2001